# Viktor August von Alt-Leiningen-Westerburg
Viktor August Graf von Alt-Leiningen-Westerburg, avstrijski general, * 1. januar 1821, † 19. februar 1880.

## Življenjepis
Že kot otrok je bil deležen vojaškega izobraževanja, tako da je pri 19. letih (leta 1840) postal poročnik v avstrijskem pehotnem polku.
Aprila 1842 se je pridružil Mainzer Adelsvereins, združenju, ki je spodbujalo nemško kolonizacijo Teksasa (ZDA). Že maja istega leta je skupaj z grofom Josephom von Boos zu Waldeckom odpotoval v Teksas, kjer je ostal do februarja 1843. Pozneje ni imel nobene večje vloge v združenju.
Leta 1865 je kot polkovnik postal poveljnik 32. pehotnega polka, nato pa je bil že naslednje leto povišan v generalmajorja in imenovan za poveljnika Brigade Leiningen v sestavi 1. korpusa, s katero se je udeležil avstrijsko-pruske vojne.
28. oktobra 1868 je bil povišan v podmaršala in hkrati upokojen.
Kot plemič je bil v letih 1870–1872 avtomatično član prve zbornice Deželnega zbora Velike nadvojvodine Hessen.

## Pregled vojaške kariere
Napredovanja
- generalmajor: 11. junij 1866 (z dnem 28. junija 1866)
- podmaršal: 18. oktober 1871